# 황명선
황명선(黃明善, 1966년 10월 22일~)은 대한민국의 정치인이다. 제6·7·8대(민선 5·6·7기) 충청남도 논산시장이자 논산시·계룡시·금산군 제22대 국회의원이다.

## 학력
- 은진국민학교(57회)
- 논산중학교(30회)
- 1984 논산대건고등학교 졸업(33회)
- 1994 국민대학교 토목환경공학 학사
- 1996 국민대학교 대학원 행정학 석사
- 2003 국민대학교 대학원 행정학 박사

## 경력
- 1989년~1996년: 박실 국회의원 정책비서관
- 1993년~1995년: 민주당 서울특별시 지부 사무처장
- 1995년~1998년: 새정치국민회의 서울특별시 지부 사무처장
- 2000년~2002년: 새천년민주당 중앙당 부대변인
- 2002년 6월 13일: 제3회 전국동시지방선거 당선(민선 3기, 서울특별시의원 비례대표, 새천년민주당, 초선)
- 2002년 7월~2006년 1월: 제6대 서울특별시의회 의원(민선 3기, 비례대표, 새천년민주당→민주당, 초선)
- 2003년 9월~2005년 8월: 한국외국어대학교 행정학과 겸임교수
- 2005년 9월~2010년 6월: 건양대학교 사회복지학과 겸임교수
- 2006년 5월 31일: 제4회 전국동시지방선거 충청남도 논산시장 열린우리당 후보
- 2006년 11월~2008년 11월: 대통령직속 정책기획위원회 위원
- 2007년 4월~2009년 2월: 국민대학교 행정대학원 초빙교수
- 2008년 1월~2010년 6월: 공공경영연구원 원장
- 2010년 6월 2일: 제5회 전국동시지방선거 당선(민선 5기, 충청남도 논산시장, 민주당, 초선)
- 2010년 7월~2014년 6월: 제6대 충청남도 논산시장(민선 5기, 민주당→민주통합당→민주당→새정치민주연합, 초선)
- 2014년 3월~2015년 2월: 한국지방자치학회 부회장
- 2014년 6월 4일: 제6회 전국동시지방선거 당선(민선 6기, 충청남도 논산시장, 새정치민주연합, 재선)
- 2014년 7월~2018년 6월: 제7대 충청남도 논산시장(민선 6기, 새정치민주연합→더불어민주당, 재선)
- 2015년 2월: 한국공공행정학회 부회장
- 2016년 6월: 한국인사행정학회 부회장
- 2018년 6월 13일: 제7회 전국동시지방선거 당선(민선 7기, 충청남도 논산시장, 더불어민주당, 3선)
- 2018년 7월~2022년 1월: 제8대 충청남도 논산시장(민선 7기, 더불어민주당, 3선)
- 2018년 7월~2019년 7월: 더불어민주당 기초단체장협의회 회장
- 2018년 9월~2020년 10월: 더불어민주당 참좋은지방정부위원회 공동위원장
- 2018년 9월~2020년 9월: 전국시장·군수·구청장협의회 상임부회장 겸 충남 협의회장
- 2020년 5월~: 자치분권위원회 자치제도 분과위원회 위원
- 2020년 7월~2022년 1월: 대통령직속 국가균형발전위원회 위원
- 2020년 9월~2022년 1월: 전국시장·군수·구청장협의회 대표회장
- 2021년 10월~: 코로나19 일상회복지원위원회 위원
- 2022년 3월~2022년 4월: 제8회 전국동시지방선거 충청남도지사 더불어민주당 경선후보
- 2022년 9월~2023년 3월: 더불어민주당 원외대변인
- 2023년 4월~: 전국자치분권민주지도자회의 충남지역 상임대표
- 2022년 10월~: 더불어민주당 충청남도당 부위원장
- 2024년 4월 10일: 대한민국 제22대 국회의원 선거 당선(충남 논산시·계룡시·금산군, 더불어민주당, 초선)
- 2024년 4월~2025년 7월: 더불어민주당 조직사무부총장
- 2024년 5월~: 더불어민주당 충청남도당 논산시·계룡시·금산군 지역위원회 위원장
- 2024년 5월~2025년 7월: 더불어민주당 조직강화특별위원회 부위원장
- 2024년 6월~2024년 8월: 더불어민주당 전당대회준비위원회 총괄본부장
- 2024년 10월~: 더불어민주당 지방자치혁신기획단 단장
- 2025년 8월~: 더불어민주당 최고위원

### 의정 활동
- 2024년 5월 30일~: 제22대 국회의원(충남 논산시·계룡시·금산군, 더불어민주당, 초선)
  - 2024년 6월~: 제22대 국회 전반기 기획재정위원회 위원
  - 2024년 12월~: 제22대 국회 순직 해병 수사 방해 및 사건 은폐 등의 진상규명을 위한 국정조사 특별위원회 위원

## 수상 이력
- 2013. 지역농업발전 선도인상
- 2014. 제10회 대한민국 지방자치 경영대전 국무총리 표창 논산시 수상
- 2014. 법률소비자연맹 주관 전국 지방자치단체 공약이행평가 대상 논산시 수상
- 2015. 고충민원처리평가 옴부즈만 부문 대통령 기관표창 논산시 수상
- 2015. 제2회 CSV 포터상 논산시 수상
- 2016. 한국정책학회 정책상 논산시 수상
- 2015. 국민권익위원회 고충민원처리평가 옴부즈만 부문 대통령 기관표창 논산시 수상
- 2017. 매니페스토 우수사례 경진대회 지역문화활성화분야 최우수상 논산시 수상
- 2017. 제2회 대한민국 지방자치 정책대상 대상 논산시 수상
- 2018. 제1회 대한민국 지방정부 일자리정책 박람회 국무총리 표창 논산시 수상
- 2018. 지방자치 공약대상 전국 1위 논산시 수상
- 2019. 문해교육상
- 2019. 지방정부 정책대상 최우수상 논산시 수상
- 2019. 매니페스토 우수사례 경진대회 지역문화활성화분야 최우수상 논산시 수상
- 2019. 거버넌스 지방자치대상 대상 논산시 수상
- 2020. 대한민국헌정회 제1회 대한민국 헌정대상 자치행정부문
- 2021. 대한민국 반부패 청렴대상 수상

## 역대 선거 결과
|  | 37.04% |

|  | 18.85% |

|  | 42.42% |

|  | 54.03% |

|  | 50.60% |

|  | 50.84% |

## 소속 정당
| 소속 정당 | 소속 정당      | 소속 기간 | 비고      |
| --------- | -------------- | --------- | --------- |
|           | 평화민주당     | 1988~1991 | 정계 입문 |
|           | 신민주연합당   | 1991      | 당명 변경 |
|           | 민주당         | 1991~1995 | 합당      |
|           | 무소속         | 1995      | 탈당      |
|           | 새정치국민회의 | 1995~2000 | 창당      |
|           | 새천년민주당   | 2000~2005 | 합당      |
|           | 민주당         | 2005~2006 | 당명 변경 |
|           | 무소속         | 2006      | 탈당      |
|           | 열린우리당     | 2006~2007 | 입당      |
|           | 대통합민주신당 | 2007~2008 | 합당      |
|           | 통합민주당     | 2008      | 합당      |
|           | 민주당         | 2008~2011 | 당명 변경 |
|           | 민주통합당     | 2011~2013 | 합당      |
|           | 민주당         | 2013~2014 | 당명 변경 |
|           | 새정치민주연합 | 2014~2015 | 합당      |
|           | 더불어민주당   | 2015~현재 | 당명 변경 |

## 같이 보기
- 계룡시의 국회의원
- 금산군의 국회의원
- 논산시·계룡시·금산군
- 논산시의 국회의원
- 논산시장